# Patricio Noriega
Pour les articles homonymes, voir Noriega.

a Compétitions nationales et continentales officielles uniquement.

b Matchs officiels uniquement.
Dernière mise à jour le 30 juillet 2016.
Ernesto Patricio Noriega, né le 22 octobre 1971 à Buenos Aires (Argentine), est un joueur et entraîneur de rugby à XV argentin, jouant pilier.

## Carrière

### Joueur
En 1996, il part pour l'Australie disputer le super 12 avec les ACT Brumbies.
En 2000, il rejoint l'équipe française du Stade français puis c'est une autre équipe du Super 12, les New South Wales Waratahs de Sydney l'année suivante.
Une blessure récurrente lui fait mettre fin à sa carrière en 2004.

#### Clubs successifs
- Hindú Club  Argentine
- Eastern Suburbs  Australie
- ACT Brumbies  Australie 1995-2000
- Stade français Paris  France 2000-2001
- New South Wales Waratahs (Sydney)  Australie 2001-2003

#### Équipe nationale
Il a honoré sa première cape internationale avec l'Argentine le 28 septembre 1991 à Asuncion pour une victoire 37-10 contre le Paraguay.
Il a joué son dernier match international avec l'Argentine le 4 juin 1995 à East London en Afrique du Sud, lors de la Coupe du monde de rugby 1995 pour une défaite 25-31 contre l'Italie.
Après deux saisons en Super 12 et comme le permet le règlement de l'époque, Patricio Noriega, international argentin entre 1991 et 1995, fait ses grands débuts sous le maillot de l'Australie, face au XV de France, samedi 21 novembre 1998 au Stade de France, à Saint-Denis, pour une victoire 32-21.
Avant la Coupe du monde de rugby 1999, une blessure à l'épaule l'éloigne des terrains et le prive de cet événement.
Il a joué son dernier match international le 2 août 2003  contre l'Afrique du Sud.
Il a disputé deux coupes du monde de rugby à XV.

### Entraîneur
Après avoir pris sa retraite, il rentre en Argentine où il devient entraîneur principal de son ancien club Hindú Club, les conduisant au titre de champion d'Argentine en 2005.
Limogé à la suite de la relégation en Pro D2 de l'Aviron bayonnais, à la fin de saison 2014-2015, il est pris comme consultant de la mêlée par le FC Grenoble en décembre 2015 et janvier 2016, avant d'intégrer le staff du RC Narbonne en mars 2016. En septembre de la même année, il quitte le RCNM pour devenir consultant de la mêlée au Racing 92. En 2019, il devient entraîneur des avants du club auprès du nouveau directeur général du rugby, Laurent Travers.
- Hindú Club  Argentine
- Lomas Athletic Club  Argentine
- 2012-2013 : Racing Métro 92  France (adjoint de Gonzalo Quesada et Simon Raiwalui en charge spécifiquement de la mêlée)
- 2013-2014 : Stade français  France (adjoint de Gonzalo Quesada en tant qu'entraîneur des avants)
- 2014-2015 : Aviron bayonnais  France (co-entraîneur avec Nicolas Morlaes en tant qu'entraîneur des avants)
- Mars à septembre 2016 : RC Narbonne  France
- octobre 2016 - juin 2021 : Racing 92  France (Consultant pour la mêlée auprès de l'entraîneur des avants Laurent Travers, puis entraîneur des avants à partir de 2019)

| Saison      | Club             | Division | Poste   | Classement                 | Coupe d'Europe             | Challenge européen         |
| ----------- | ---------------- | -------- | ------- | -------------------------- | -------------------------- | -------------------------- |
| 2013 - 2014 | Stade français   | Top 14   | Avants  | 7e                         | -                          | Éliminé en quart-de-finale |
| 2014 - 2015 | Aviron bayonnais | Top 14   | Manager | 13e (relégation)           | -                          | Éliminé en poule           |
| 2019 - 2020 | Racing 92        | Top 14   | Avants  | 3e (arrêt du championnat)  | Défaite en finale          | -                          |
| 2020 - 2021 | Racing 92        | Top 14   | Avants  | 3e, éliminé en demi-finale | Éliminé en quart-de-finale | -                          |

## Palmarès

### Joueur

#### Équipe nationale
- 25 sélections avec l'Argentine de 1991 à 1995
- 24 sélections avec l'Australie de 1998 à 2003
- Coupes du monde de rugby disputées: 2 (1995, 2003).

#### En club
- Finaliste du Super 12 en 1997 : Auckland Blues 23-7 ACT Brumbies.
- 66 matchs de Super 12
- Finaliste de la Coupe d'Europe en 2001

### Entraîneur
- Finaliste de la Coupe d'Europe en 2020 avec le Racing 92